# Dickie Burnell
Richard Desborough "Dickie" Burnell (født 26. juli 1917 i Henley-on-Thames, død 29. januar 1995 i Wallingford) var en britisk roer og olympisk guldvinder.

## Rokarriere
Burnell begyndte at ro, mens han gik på Oxford Universitet inden anden verdenskrig, men dette blev afbrudt af, at han skulle gøre militærtjeneste under krigen. Da den var ovre, genoptog han roningen og vandt et prestigefyldt britisk løb i 1946 i singlesculler, inden han blev sat sammen med Bert Bushnell i dobbeltsculler.
Denne duo deltog i OL 1948 på hjemmebane i London og blev nummer to i indledende heat, men vandt derpå opsamlingsheatet og deres semifinale. I finalen var det den uruguayanske duo Juan Antonio Rodríguez og William Jones, der lagde bedst ud, men faldt tilbage, og derpå blev det en kamp mellem briterne og danskerne Aage Larsen og Ebbe Parsner, og her vandt briterne med fire sekunders forspring, mens danskerne fik sølv og uruguayanerne bronze.
Han roede senere andre bådtyper og var med til at vinde bronze i otter ved Commonwealth Games i 1950; i 1951 vandt han Challenge Cup i Henley Royal Regatta i dobbeltsculler.

## Anden karriere
Burnell blev en agtet sportsjournalist og idrætshistoriker.

## Familie
Richard Burnell var søn af Charles Burnell, der også var roer og vandt guld i otteren for Storbritannien ved OL 1908. De er de eneste far og søn-par, der har vundet OL-guld i roning gennem historien.
Richard Burnell giftede sig med en datter af en anden britisk olympisk guldvinder i roning, Stanley Garton, der deltog i otteren ved OL 1912 i Stockholm. Deres søn roede ligeledes og deltog i Oxford vs. Cambridge Boat Race 1962.

## OL-medaljer
- 1948:  Guld i dobbeltsculler